# Acontista amazonica
Acontista amazonica es una especie de mantis del género Acontista, familia de insecto Acanthopidae.